# Órbita circular intermedia

Comparación de las órbitas geoestacionaria, GPS, GLONASS, Galileo y COMPASS (satélites de órbita media), Estación Espacial Internacional, Telescopio Espacial Hubble, Constelación Iridium y órbita cementerio con los cinturones de radiación de Van Allen y el tamaño nominal de la tierra,

La órbita circular intermedia (ICO por Intermédiate Circular Orbit), también llamada orbita terrestre media (MEO por el inglés Medium Earth orbit), se usa por satélites entre altitudes de órbita terrestre baja (hasta 2000 km) y órbita geosíncrona (35.790 km).
Su principal uso es para sistemas de posicionamiento geográfico (GPS, GLONASS, Galileo), pero la red de satélites O3b ha anunciado su uso para acceso a Internet (desde 2013).

## Sistemas de posicionamiento en órbita media terrestre.
- Galileo (europeo). En funcionamiento preliminar.
- Global Positioning System (estadounidense). En funcionamiento.
- Glonass (ruso). En funcionamiento.